# Dota: Dragon's Blood
Dota: Dragon's Blood è una serie televisiva animata per adulti dal genere fantasy, realizzata in stile anime. È basato sul videogioco Dota 2 (2013) di Valve. È prodotto da Studio Mir in associazione con la compagnia Kaiju Boulevard di Ashley Edward Miller. La serie è stata presentata in anteprima su Netflix il 25 marzo 2021.

## Trama
Ambientata in un mondo fantastico di magia e misticismo, la storia segue un intrepido Cavaliere Drago, Davion, che caccia e uccide tutti i draghi per rendere il mondo un posto più sicuro. In una battaglia tra i demoni e la razza dei draghi di Eldwurm, il drago Slyrak fonde la sua anima con Davion. Insieme alla bellissima e coraggiosa principessa della luna Mirana, Davion intraprende un viaggio per fermare l'oscuro e malvagio demone Terrorblade, che vuole uccidere tutti i draghi e raccogliere le loro anime per diventare un essere divino.

## Episodi
| Stagione         | Episodi | Prima TV USA | Prima TV Italia |
| ---------------- | ------- | ------------ | --------------- |
| Prima stagione   | 8       | 2021         | 2021            |
| Seconda stagione | 8       | 2022         | 2022            |
| Terza stagione   | 8       | 2022         | 2022            |

## Personaggi
- Davion doppiato da Yuri Lowenthal. Davion è il protagonista della serie, un Cavaliere Drago che odia i draghi per aver massacrato la sua famiglia da ragazzo. Dopo aver assistito alla malvagità assoluta di Terrorblade, si allea con gli Eldwurm, aiutando Mirana e Marci nella loro ricerca, che il primo diventa il suo interesse amoroso nel Libro 1.
- Mirana doppiata da Lara Pulver. Mirana è la protagonista femminile della serie, una bellissima e coraggiosa principessa guerriera (in seguito imperatrice) della luna esiliata nei Boschi d'Argento Notturno e l'interesse amoroso di Davion. Va in missione con Marci, la sua guardia del corpo muta, ancella e migliore amica, per recuperare i fiori di loto rubati della sua dea protettrice Selemene, alla fine del Libro 3, è implicito che sia incinta del figlio di Davion, anche se non si sa se il bambino avrà ereditato una delle potenti abilità che Davion aveva quando si era fuso con l'essenza infuocata di Slylak.
- Terrorblade doppiato da JB Blanc. Terrorblade è uno dei due antagonisti principali della serie, un demone malvagio, temuto, crudele e assetato di potere che mira a uccidere tutti i draghi in un piano per rimodellare l'universo che desidera, e aspira di diventare un dio.
- Invocatore / Saggio doppiato da Troy Baker. L'Invocatore è uno dei due antagonisti principali della serie, un potente e crudele stregone elfico che è fondamentale per la ricerca di Mirana, odia Selemene per il suo ruolo nella morte di suo figlio. Fa un patto con Terrorblade per il risveglio della sua amata figlia. Opera come antagonista nascosto, manipolando tutti per uccidere la sua ex amante dea, Selemene, e sei dei rimanenti eldwurm (anziani draghi).Troy presta anche la voce a Nico Hieronimo, un essere simile a un pangolino che incontra e accompagna Luna mentre è in prigione.
- Selemene doppiata da Alix Wilton Regan. Selemene è l'antagonista secondaria della serie, la malvagia Dea della Luna Oscura, e nemica delle enclave elfiche che si rifiutano di adorarla e dichiara loro guerra dopo Mene. Egoista e sacrificale dei suoi sudditi con estremo pregiudizio su tutti coloro che non la adorano, anche la sua stessa figlia malata.
- Fymryn doppiata da Freya Tingley, una giovane elfa dai capelli bianchi che ruba i fiori di loto dai Boschi di Argento Notturno a causa di una profezia sulla sua Dea della Luna, Mene, di cui alla fine si rivela essere la sua reincarnazione elfica. Questo spiega le sue straordinarie capacità di teletrasporto a lungo raggio e di creare duplicati spettrali di se stessa e renderla come se non fosse mai stata lì.
- Bram doppiato da Josh Keaton, lo scudiero di Davion, ora al servizio di Kaden per "curare" Davion dalla possessione di Slyrak.
- Luna doppiata da Kari Wahlgren. Un tempo conosciuta come Flagello delle Pianure, commette crimini di guerra contro gli Elfi che si rifiutano di adorare Selemene.
- Slyrak doppiato da Tony Todd, uno degli otto Grandi Draghi della Creazione e della Distruzione. Slyrak è un Eldwurm orgoglioso e distruttivo, che usa Davion come ospite per rimanere in vita e combattere Terrorblade.
- Drysi doppiata da Stephanie Jacobsen, leader della Resistenza Elfica contro la colonizzazione dell'Ordine della Luna Oscura e la conversione del suo popolo sotto gli zeloti di Selemene.
- Kaden doppiato da Anson Mount. L'unico Cavaliere del Drago sopravvissuto combattendo contro un Eldwurm, dà la caccia a Slyrak che ha ucciso 29 dei suoi amici in una battaglia due decenni fa. Aveva un figlio neonato e una moglie che lasciò per la guerra.
- Capitano Frühling doppiato da Matthew Waterson nei panni del , l'abitante alcolizzato di Barrow Haven che requisì i soldati locali contro un attacco degli Eldwurm.
- Viceré Kashurra doppiato da Doug Bradley, un misterioso Eldwurm dell'elemento Vuoto che ha un contatto con un antico vuoto che gli ha garantito la sensibilità e la capacità di travestirsi da umano per molti decenni per far risvegliare "l'Occhio" (la Principessa Mirana) e accettare il suo destino come reincarnazione mortale dell'onnipotente Dea del Sole.
- Rylai doppiata da Julie Nathanson, una donna che ha trovato la sua innata affinità elementale con il ghiaccio. Crea problemi a tutti coloro che la circondano.
- Lina doppiata da Victoria Atkin, la sorella maggiore di Rylai con la forza di una bomba nucleare e l'ambizione di eguagliare. Chiamata "la Cacciatrice", era conosciuta come una figlia del fuoco come lo stesso Slyrak. Alla fine è stata uccisa dal recentemente rivelato Eldwyrm del Vuoto per aver assunto un assassino per porre fine alla vita della principessa Mirana e quindi assumere la corona.

## Produzione
La serie è stata annunciata da Netflix il 17 febbraio 2021. Si tratta di una collaborazione congiunta tra lo studio sudcoreano Mir e la società americana Kaiju Boulevard. Production Reve, che è un altro studio in Corea del Sud, ha fornito i servizi di animazione per il primo libro, mentre lo Studio Mir ha preso il controllo del secondo libro. Lo stile di animazione è una miscela di anime e animazione occidentale.

## Distribuzione
Dota: Dragon's Blood ha debuttato il 25 marzo 2021 su Netflix. Un teaser trailer è stato rilasciato il 19 febbraio seguito da un trailer completo il 1º marzo. Un video promozionale, intitolato Basshunter Dota Revival, è stato pubblicato su YouTube insieme al debutto dello show. In esso, il musicista svedese Basshunter canta Vi sitter i Ventrilo och spelar DotA mentre gioca a Dota 2, con scene di Dragon's Blood mostrate nel mezzo. Durante The International 2021, subito dopo un trailer della seconda stagione, è stato mostrato un video con animazione 2D di Studio Mir che rivelava che il personaggio originale Marci sarebbe stato aggiunto a Dota 2 come eroe giocabile. Marci è stato aggiunto al gioco come parte dell'aggiornamento 7.30e del 28 ottobre.
Una seconda stagione è stata annunciata il 19 aprile 2021. Originariamente previsto per l'uscita il 6 gennaio 2022, è stato presentato in anteprima il 18 gennaio. Una terza stagione è stata presentata in anteprima l'11 agosto 2022.

## Accoglienza
Per la prima stagione, il sito aggregatore di recensioni Rotten Tomatoes riporta un indice di gradimento del 75%, basato su 12 recensioni, con una valutazione media di 7,60/10. Il consenso dei critici del sito web recita: "Anche se la conoscenza del gioco non è necessaria, sarebbe stato bello se Dota: Dragon's Blood avesse tradotto più della sua abilità narrativa sul piccolo schermo".